# 三重県獣医師会
公益社団法人三重県獣医師会（こうえきしゃだんほうじんみえけんじゅういしかい 英称 Mie Veterinary Medical Association）は、三重県知事所管の三重県の獣医師を会員とする公益社団法人。

## 本部所在地
- 〒514-0003 三重県津市桜橋１丁目649番地　農業共済会館

## 業務内容
- 獣医師会員の学術技能向上のための研修会・講習会事業等の実施
- 三重県との動物に関する連携事業
- 疾病している野鳥の保護・救護
- 県内各学校で飼われている動物の飼育指導
- 県内各市町村との動物に関する連携事業
- 狂犬病の予防接種・防止活動